# Jean-François Devay
 (octobre 2012).
Si vous disposez d'ouvrages ou d'articles de référence ou si vous connaissez des sites web de qualité traitant du thème abordé ici, merci de compléter l'article en donnant les références utiles à sa vérifiabilité et en les liant à la section « Notes et références ».
Jean-François Devay, né le 15 octobre 1925 à Lyon et mort le 25 juillet 1971 à Bougival, est un journaliste français.

## Biographie

### Jeunesse et études
Jean-François Devay suit ses études au lycée Ampère de Lyon, puis au collège Sainte-Marie à Saint-Chamond. Il monte ensuite à Paris, et s'inscrit au sein de la faculté de droit de Paris. Il est diplômé de l'École libre des sciences politiques, et, pendant ses études, s'engage dans la Résistance.

### Parcours professionnel
Ancien résistant (Croix de guerre, Médaille de la résistance, Médaille militaire), il participa tout jeune homme à la libération de Paris ; ancien du journal Combat et de l’AFP, puis successivement rédacteur en chef de Jours de France, directeur des informations de Paris-Presse-L’Intransigeant, il deviendra propriétaire (repreneur) du magazine Le Crapouillot.
D’abord connu comme proche des communistes, il s’oriente très tôt vers la carrière de journaliste professionnel. En 1948, il effectue un voyage en Allemagne en compagnie de Boris Vian dans la zone d’occupation américaine. Il déchire sa carte du PCF le 9 juin 1950, au cours d’un meeting sur Tito organisé par Louis Dalmas, premier journaliste à l’avoir interrogé : la violence des communistes contre les trotskystes l’écœure.
En janvier 1962, financé par des amis artistes, industriels et financiers (dont Marcel Dassault, Alain Griotteray, Eddie Barclay, Juliette Greco, Françoise Sagan et Fernand Raynaud), il fonde l’hebdomadaire de centre-droit Minute (qui va se radicaliser quinze ans plus tard, à la fin des années 1970), dirigé contre la politique du président de la République Charles de Gaulle, en réaction à la fin de la guerre d’Algérie, tout en soutenant les partis du centre (Jean Lecanuet et Valéry Giscard d’Estaing).
Il meurt d’un cancer du poumon en 1971, à l’âge de 45 ans. Il est inhumé à Saint-Bonnet-le-Château.

## Décoration
- Médaille de la Résistance française (décret du 23 octobre 1945)[5]

## Publication
- Trois mois pour mourir, Paris, La Table ronde, 1971.

### Audio
- Éditorial Posthume et Interview, quelques semaines avant sa mort, par Pierre Fresnay, Paris, Éd. Minute, 1971, disque 33 tours.